# CB Cangas
O Club Balonmán Cangas é um clube de handebol sediado em Cangas, Galiza, Espanha. Atualmente compete na Liga ASOBAL.